# Mount Lewis, New South Wales
Mount Lewis este o suburbie în Sydney, Australia.